# 押味至一
押味 至一（おしみ よしかず、1949年2月21日 - ）は、日本の実業家。鹿島建設代表取締役会長。

## 人物・経歴
神奈川県横浜市のミシン加工業者の家に生まれる。中学校時代に父が倒れ、新聞配達や横浜港での沖仲仕のアルバイトをして家計を助けながら、横浜市立南高等学校を経て、映画『超高層のあけぼの』の影響もあって東京工業大学工学部建築学科に進んだ。設計志望だったが林昌二による課題の評価で現場監督の方が向いているとアドバイスされ、1974年大学を卒業して鹿島建設に入社した。
2003年鹿島建設横浜支店次長。2005年執行役員横浜支店長。2008年常務執行役員。2009年建築管理本部長。2010年専務執行役員。2013年関西支店長。副社長執行役員を経て、2015年から代表取締役社長を務め、2020年東京オリンピック後の需要減少を見据え海外事業の強化を進めた。ロングライフビル推進協会会長、日本建設業連合会副会長、海外建設協会副会長なども歴任。2021年から代表取締役会長。